# Aurskog-Høland község
Aurskog-Høland község norvégul: Aurskog-Høland kommune egy község Norvégia Akershus megyéjében. A Romerike régió része, adminisztratív központja Bjørkelangen.

## Általános információk

### Név
Az új Aurskog-Høland község 1966. január 1-jén jött létre, Aurskog, Nordre Høland, Søndre Høland és Setskog egyesülésével.
Az Aurskog név a régi Ør farm nevéből (óészaki nyelven Aurr; jelentése kavics). A skog utótag (óészaki nyelven skógr) jelentése "fa", a helység nevének teljes jelentése "az Aurr farmot övező fák". 1918 előtt a község nevét Urskognak írták.
A Høland egy régi körzetnév. A høy jelentése széna, a landé pedig föld.

### Címer
A község jelenlegi címerét 1983. február 4-én fogadták el. A címer egy fekete folyami rákot ábrázol arany mezőn. A címer a község egy korábbi jelképe alapján készült. A jelkép a környék tipikus táját ábrázolta: egy fákkal körülvett tavat, a tóban egy folyami rákot. A teljes alkotás elhelyézést a címerbe nem engedélyezték a norvég heraldikai szabályok, így lett a folyami rák a község szimbóluma.

## Földrajz
Aurskog-Høland Akershus megye legnagyobb települése, területe 967 négyzetkilométer. A fő községek Aurskog és Bjørkelangen, utóbbi az adminisztratív központ is egyben. A terület nagy részét erdők takarják, de a község termőföldje is kiváló. A község területén két folyó, a Haldenvassdraget és a Hølandselva folyik.

## Gazdaság
A községben található a PDC Tangen AS nevű jelentős nyomda és egy daráló malom. Oslo egyórányi autóútra található. A Think elektromos autót Aurskogban gyártották.

## Testvérvárosok
- - Frederikssund, Hovedstaden régió, Dánia
- - Kumla, Örebro megye, Svédország
- - Sipoo, Dél-Finnország, Finnország